# Powiat Barnim
Powiat Barnim (niem. Landkreis Barnim) – powiat w niemieckim kraju związkowym Brandenburgia. Stolicą powiatu jest miasto Eberswalde, natomiast największe miasto to Bernau. Nazwa powiatu pochodzi od płaskowyżu Barnim. 
Na wschodzie graniczy z polskim powiatem gryfińskim. A od południowego zachodu z Berlinem

## Historia
Powiat w obecnej formie powstał w wyniku reformy administracyjnej w 1993 roku.

## Podział administracyjny
W skład powiatu Barnim wchodzi:
- sześć gmin miejskich
- cztery gminy (niem. amtsfreie Gemeinde)
- trzy urzędy (niem. Amt)

Gminy miejskie
| Lp. | Nazwa gminy       | Ludność (2022) | Powierzchnia km² |
| --- | ----------------- | -------------- | ---------------- |
| 1   | Bernau bei Berlin | 43 164         | 103,73           |
| 2   | Biesenthal        | 6 156          | 60,48            |
| 3   | Eberswalde        | 40 607         | 93,21            |
| 4   | Joachimsthal      | 3 356          | 120,18           |
| 5   | Oderberg          | 2 020          | 35,31            |
| 6   | Werneuchen        | 9 069          | 116,34           |

Gminy
| Lp. | Nazwa gminy | Ludność (2022) | Powierzchnia km² |
| --- | ----------- | -------------- | ---------------- |
| 1   | Ahrensfelde | 14 052         | 57,74            |
| 2   | Panketal    | 21 028         | 25,82            |
| 3   | Schorfheide | 10 649         | 236,79           |
| 4   | Wandlitz    | 23 951         | 164,27           |

Urzędy
| Lp. | Nazwa urzędu          | Ludność (2022) | Powierzchnia km² | Liczba gmin |
| --- | --------------------- | -------------- | ---------------- | ----------- |
| 1   | Biesenthal-Barnim     | 12 745         | 197,64           | 6           |
| 2   | Britz-Chorin-Oderberg | 9 694          | 270,00           | 8           |
| 3   | Joachimsthal          | 5 319          | 208,03           | 4           |